# Joanna Kulig
Joanna Kulig (n. 24 iunie 1982, Krynica, voievodatul Polonia Mică, Polonia) este o actriță și cântăreață poloneză. 

## Biografie
Joanna Kulig a crescut cu doi frați și două surori în orașul balnear Krynica-Zdrój. Părinții au fost muzicieni, cantau la festivaluri locale, la care copiii luau parte. Joanna a fost admisă la clasa de pian a unei școli de muzică, de asemenea copil fiind a luat lectii de dans și cântat. 
După ce a absolvit liceul, a urmat școala hotelieră din Krynica-Zdrój și a studiat după terminarea studiilor la Academia de Teatru Stanisław Wyspiański din Cracovia.

## Carieră
În vârstă de 16 ani, ea a câștigat un sezon al concursului de talent "Chance to Success" (Szansa na sukces) a postului de televiziune de stat TVP cu o baladă de jazz de Grzegorz Turnau. În runda finală, ea a terminat pe locul trei.  Începând cu anul 2006, a apărut în producțiile de televiziune și filme poloneze și mai târziu.  În filmul fantastic Hansel și Gretel: Vânătorii de vrăjitoare (2013) de Tommy Wirkola, ea joacă rolul unei vrăjitoare cu părul roșcat. În 2013 a primit Premiul pentru filmul polonez pentru cea mai bună actriță în rol secundar pentru filmul Better Life.
În filmul alb-negru Ida al lui Paweł Pawlikowski, premiat cu Oscar, ea a avut rolul secundar al unei cântărețe de jazz. În filmul controversat Gler al lui Wojciech Smarzowski, ea joacă menajera și iubita unui pastor alcoolic, corupt, care vrea să o forțeze într-un avort; A jucat, de asemenea, scene nud. În 2018 a primit Premiul European de Film pentru cea mai bună actriță pentru Cold War - Latitudinea iubirii de Paweł Pawlikowski.

## Viața privată
Joanna Kulig este căsătorită cu regizorul Maciek Bochniak.

## Filmografie (selecție)
- 2007: Ekipa (serial TV, 3 episoade)
- 2008: Czas honoru (serial TV, 5 episoade)
- 2010-2011: Szpilki na Giewoncie (serial TV, 15 episoade)
- 2011: Viața mai bună (Elles)
- 2011: Un străin misterios (La femme du Vème)
- 2011: Timpul pierdut
- 2013: Hansel și Gretel: vânătorii de vrăjitoare (Hansel & Gretel: vânători de vrăjitoare)
- 2013: Ida
- 2013: Na krawędzi (serial TV, 5 episoade)
- 2014: O mnie si nu martw (serial TV, 13 episoade)
- 2016: Agnus Dei - Nevinovat (Les innocentes)
- 2018: Clerul (cleric)
- 2018: Războiul rece - Latitudinea iubirii (Zimna wojna)

## Legături externe
- Site-ul actriței